# アンドレス・エストラーダ
アンドレス・エストラーダ（Andrés Estrada Murillo、1967年11月12日 - ）は、コロンビアの元サッカー選手。元コロンビア代表。ポジションはミッドフィールダー。

## 来歴
1996年にコロンビア代表デビュー。出場機会は無かったが1998 FIFAワールドカップのメンバーにも選ばれた。コロンビア代表で12試合に出場した。

## 代表歴

### 出場大会
- コロンビア代表
  - 1998 FIFAワールドカップ

### 試合数
- 国際Aマッチ 12試合 0得点（1996年-1998年）[1]

| コロンビア代表 | 国際Aマッチ | 国際Aマッチ |
| 年             | 出場        | 得点        |
| -------------- | ----------- | ----------- |
| 1996           | 7           | 0           |
| 1997           | 4           | 0           |
| 1998           | 1           | 0           |
| 通算           | 12          | 0           |